# Mandinka

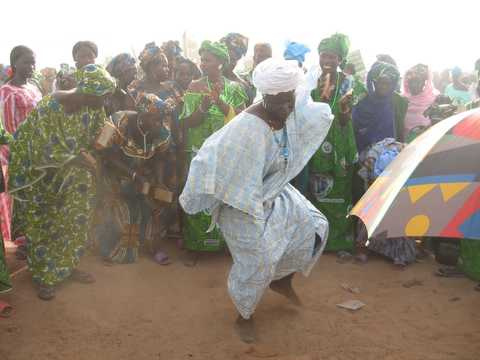
Tanz der Mandinka

Das Volk der Mandinka (auch Mandingo, Mandinko, Sose) ist eine Ethnie Westafrikas, deren Angehörige sich als genetische oder kulturelle Nachkommen des frühgeschichtlichen Königreiches Mali definieren, das den Transsaharahandel vom Maghreb nach Westafrika kontrollierte. Im frühen 13. Jahrhundert wurde es von Sundiata Keïta angeführt. Im gleichen Jahrhundert verbreiteten sich die Mandinka vom heutigen Mali ausgehend in einem großen Reich. Ein späterer Staat der Mandinka war Kaabu.

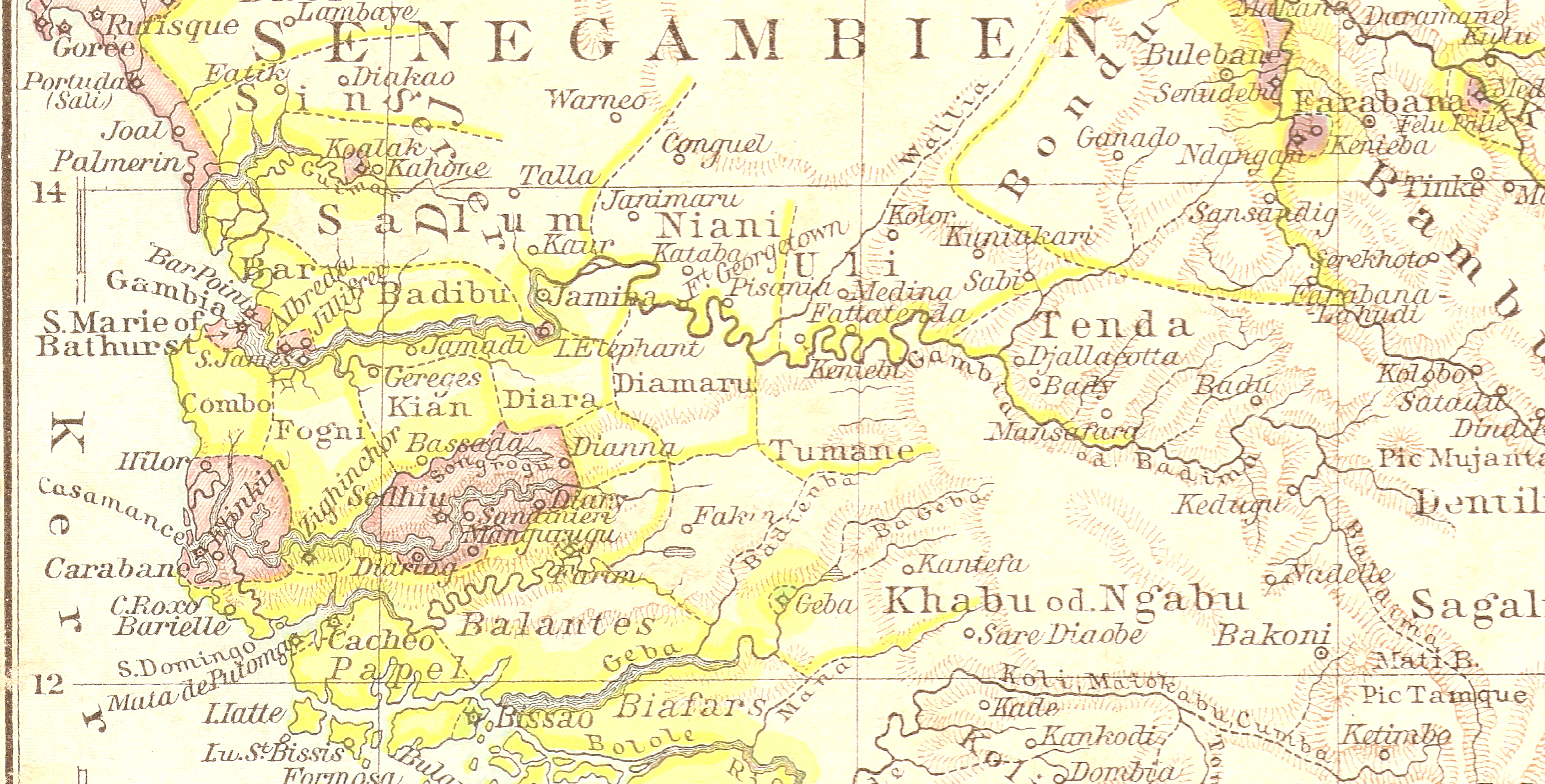
Alte Karte aus dem Andrees Allgemeiner Handatlas (1881) mit der Lage der Mandinka-Staaten am Gambia-Fluss

## Verbreitungsgebiet
Die Mandinka leben heute überwiegend in Guinea (ca. 3,8 Millionen), Mali (ca. 1,8 Millionen), Senegal (ca. 900.000), Gambia (ca. 700.000) und Ghana (ca. 650.000). In Mali, Guinea und Gambia bilden sie die größte ethnische Gruppe. Größere Gruppen der Mandinka leben zudem in Guinea-Bissau, Sierra Leone und Burkina Faso. In Sierra Leone leben (Stand 2015) etwa 160.000 Mandingo.
Auch in vielen anderen Ländern des westlichen Afrika, wie Mauretanien, der Elfenbeinküste und Liberia, findet man kleinere Gruppen dieser Ethnie.

## Geschichte
Die Mandinka bildeten die führende ethnische Gruppe des im 13. Jahrhundert gegründeten Malireichs. Sie wanderten nach dessen Zerfall nach Westen und Süden, um bessere Bedingungen für die Landwirtschaft zu finden. Südlich des Gambia-Flusses gründeten sie die neun Staaten Combo, Fogni, Kian, Diara, Jamina, Eropina, Diamaru, Tumane und Kantora (aufgezählt von West nach Ost).

## Kultur
Die Gesellschaft der Mandinka ist hierarchisch stark gegliedert. Polygamie herrschte vor. Charakteristisch ist die umfangreiche orale Tradition der Mandinka, die zahlreiche Mythen und Geschichten umfasst und von Griots (jelis) weitergegeben wird, die sich auf der kora, einer Stegharfe, begleiteten. Andere Zupfinstrumente der Griots sind die Binnenspießlauten konting mit fünf Saiten und ngoni mit meist vier Saiten. Nicht von den Griots gespielt werden die einstigen Instrumente der Jäger oder der Krieger, die auch eine eigenständige musikalische Tradition haben. Zu letzteren gehört die Stegharfe bolon.

## Trivia
Ein berühmter Mandinka ist Alex Haleys angeblicher Vorfahr Kunta Kinte, der durch das Buch Roots (dt.: Wurzeln) und die gleichnamige Fernsehserie bekannt wurde. Die von Haley rekonstruierte familiäre Verbindung zwischen ihm und Kunta Kinte wird von Historikern allerdings angezweifelt.
Sinéad O’Connor bezieht sich in dem Song „Mandinka“ auf Haleys Buch.

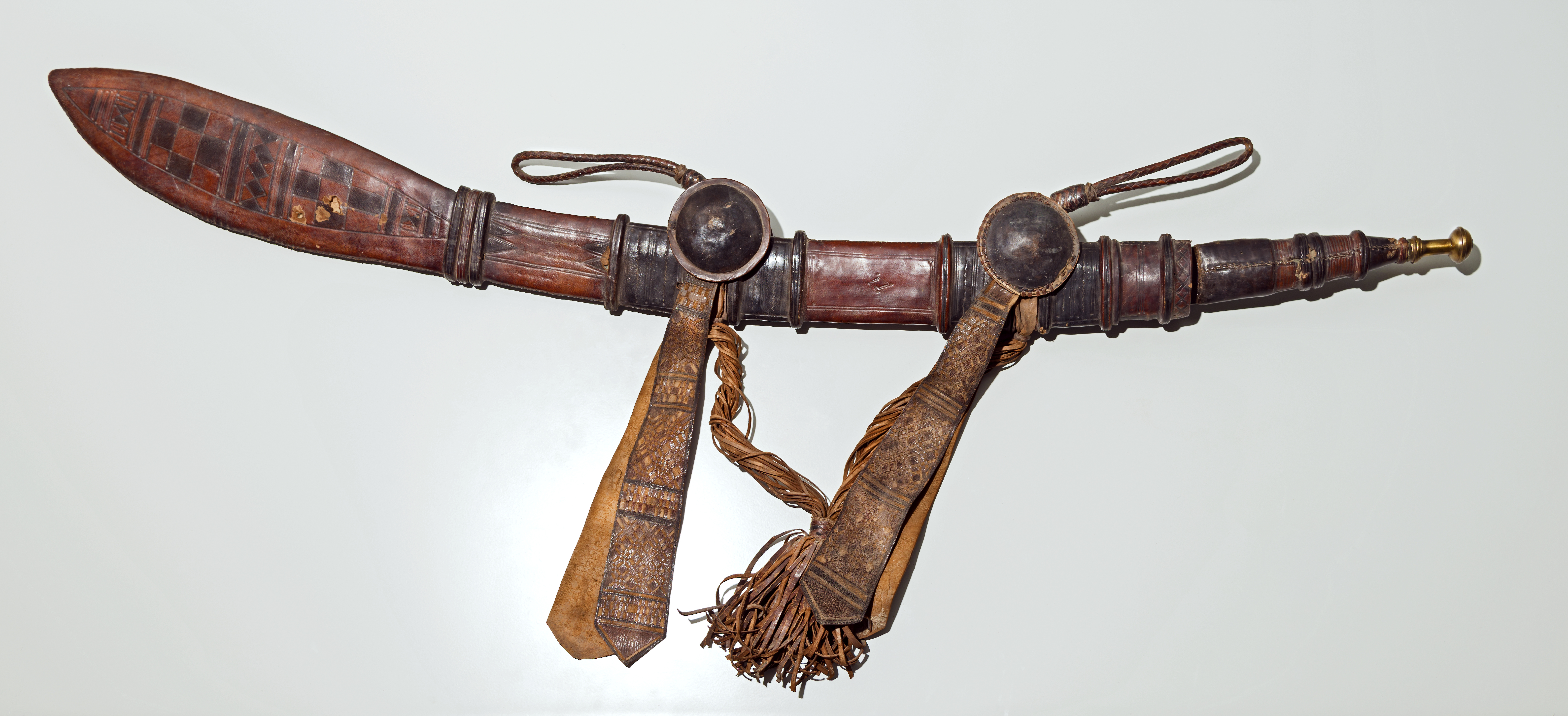
Mandinka-Schwert

Bekannt geworden ist der Name des Volks in der Schreibweise Mandingo durch den gleichnamigen Film von Richard Fleischer. Hier bezieht er sich auf Gladiatorenkämpfe zwischen Sklaven in den US-amerikanischen Südstaaten, ein Motiv, das Quentin Tarantino in seinem Film Django Unchained wieder aufgriff. Dergleichen Schaukämpfe zwischen afrikanischen Sklaven, auf die ihre weißen Besitzer Wetten abschlossen, sind allenfalls für die Überfahrten auf den Sklavenschiffen überliefert. Aus ihnen entstanden Kampftänze wie die brasilianische Capoeira oder die Maní auf Kuba. Von Weißen veranstaltete Schaukämpfe afrikanischer Sklaven mag es lokal auch noch in der Neuen Welt gegeben haben, gesicherte Quellen liegen dafür jedoch nicht vor.
Ein ebenfalls berühmter Mandinka ist Alpha Condé, seit 2010 Präsident der Republik Guinea und 2017/18 Präsident der Afrikanischen Union.